# Пуштал
Пуштал (словен. Puštal) — поселення в общині Шкофя Лока, Горенський регіон, Словенія. Висота над рівнем моря: 340 м.